# Cethosia melancholica
Cethosia melancholica är en fjärilsart som beskrevs av Hans Fruhstorfer 1909. Cethosia melancholica ingår i släktet Cethosia och familjen praktfjärilar. Inga underarter finns listade i Catalogue of Life.